# Frank Reich
Frank Michael Reich Jr. (Freeport, 4 de dezembro de 1961) é um treinador e ex-jogador de futebol americano que atua como treinador principal na National Football League (NFL).
Reich jogou futebol americano universitário na Universidade de Maryland e foi escolhido pelo Buffalo Bills na terceira rodada do Draft de 1985; ele também jogou pelo Carolina Panthers, New York Jets e Detroit Lions.
Reich e o QB titular dos Bills, Jim Kelly, jogaram juntos por nove temporadas de 1986 a 1994. Por um tempo, Reich teve a distinção de ter liderado sua equipe para a maior vitória de retorno de todos os tempos tanto na universidade como na NFL, um retorno de 32 pontos dos Bills em 1993.
Começando com os Indianapolis Colts em 2006, Reich também foi treinador no Arizona Cardinals e San Diego Chargers. Como o coordenador ofensivo do Philadelphia Eagles em 2017, Reich venceu o Super Bowl LII. Foi o treinador principal dos Colts entre 2018 e 2022. Em 2023, foi técnico do Carolina Panthers mas ficou nem uma temporada completa.

## Carreira como jogador

### Ensino médio
Reich frequentou a Cedar Crest High School em Lebanon, Pensilvânia, onde jogou beisebol, futebol americano e basquete.
Reich foi titular no time de futebol americano nos dois últimos anos do ensino médio. Ele jogou como quarterback no Big 33 Football Classic em 1980 após seu último ano do ensino médio.

### Carreira universitária
Reich foi aceito na Universidade de Maryland com uma bolsa de estudos esportiva e jogou no time de futebol americano como reserva de Boomer Esiason por três anos.
O maior destaque da carreira universitária de Reich foi a virada que ele liderou contra a Universidade de Miami em 10 de novembro de 1984 no Orange Bowl. O quarterback Bernie Kosar levou Miami a uma vantagem de 31-0 no intervalo e Reich liderou a sua equipe a uma virada por 42-40, completando o que era então a maior virada na história da NCAA.

### NFL

#### Buffalo Bills
Reich foi selecionado pelo Buffalo Bills na terceira rodada (57º escolha geral) no Draft de 1985. Os Bills já tinham selecionado o futuro membro do Hall da Fama, Jim Kelly, em 1983 e quando Kelly assinou definitivamente com os Bills em 1986, Reich foi relegado ao papel de reserva.
Reich conseguiu sua primeira partida como titular quando Kelly sofreu uma lesão no ombro em 1989. Reich levou os Bills a duas vitórias consecutivas. Ele levou os Bills a uma virada no 4° quarto em uma vitória por 23-20 sobre os anteriormente invictos Los Angeles Rams. Este primeiro jogo de Reich ocorreu na frente de um público de 76.231 pessoas no Rich Stadium no Monday Night Football.
Reich voltou a ser titular no ano seguinte, quando Kelly se machucou novamente no final da temporada de 1990. Reich levou os Bills a duas vitórias chaves, levando eles ao título de AFC East.
Durante o jogo final da temporada regular de 1992, Kelly sofreu uma lesão no ligamentos no joelho e cedeu o lugar para Reich. Com Kelly fora, Reich foi titular no wild card na semana seguinte, em 3 de janeiro de 1993. Nesse jogo, os Bills estavam sendo derrotados por 35-3 no 3º quarto, mas Reich os liderou para uma virada de 41-38 na prorrogação. A recuperação de um déficit de 32 pontos foi o maior retorno na história da NFL.
Reich foi titular em seu segundo jogo consecutivo nos playoffs, com os Bills derrotando o Pittsburgh Steelers por 24-3 no Divisional Round. Isso fez de Reich um dos poucos quarterbacks que está invicto como titular na pós-temporada, bem como o único com mais de uma partida.
Kelly se recuperou e foi titular na Final da AFC, onde os Bills derrotaram o Miami Dolphins por 29-10. Durante o Super Bowl XXVII, os Bills enfrentaram o Dallas Cowboys e Reich substituiu Kelly na primeira metade do Super Bowl. Os Cowboys ganharam por 52-17 e Reich terminou o jogo com duas interceptações.

#### Carolina Panthers
Depois de conseguir mais uma vitória de virada no final da temporada de NFL de 1993 com os Bills, Reich assinou com o recém inaugurado Carolina Panthers em março de 1995. Ele jogou o primeiro passe para touchdown na história da franquia para o ex-jogador dos Bills, Pete Metzelaars, no Memorial Stadium, em Clemson, porque o Bank of America Stadium ainda estava em construção. Os Panthers tinham selecionado Kerry Collins no draft para ser o quarterback titular, mas Reich foi o titular nos três primeiros jogos até que Collins foi considerado pronto para assumir o cargo. Ele foi sacado 9 vezes em 3 de setembro em Atlanta, um recorde de franquias que ele compartilha com Cam Newton.

#### Jets e Lions
Reich assinou com o New York Jets, onde foi titular em sete jogos em 1996. Em 1997, Reich assinou com o Detroit Lions, reunindo-o com seu treinador na Universidade de Maryland, Bobby Ross. Reich jogou em 6 jogos em 1997 e em 6 jogos em 1998. Reich se aposentou após a temporada de 1998 da NFL.
Em 2014, o executivo do Hall da Fama da NFL, Bill Polian, que era gerente geral dos Bills quando eles selecionaram Reich no draft, chamou-o de "o maior quarterback reserva na história da NFL".

## Carreira de treinador

### Indianapolis Colts
Reich foi um estagiário no Indianapolis Colts de 2006 a 2007. Em 2008, ele serviu como assistente de treinamento ofensivo nos Colts.
Depois que Tony Dungy se aposentou após a temporada de 2008, Jim Caldwell, ex-técnico dos quarterback dos Colts, assumiu o comando técnico e Reich se tornou o novo treinador de quarterbacks.
Reich mudou para o cargo de treinador de wide receivers em 2011, mas foi dispensado quando toda a equipe técnica foi demitida após uma temporada de 2-14.

### Arizona Cardinals
Ele foi então o treinador de wide receiver do Arizona Cardinals em 2012 sob o comando de Ken Whisenhunt, mas Reich, Whisenhunt e outros treinadores ofensivos foram demitidos em 31 de dezembro de 2012.

### San Diego Chargers
Ele foi contratado pelo San Diego Chargers, juntamente com Whisenhunt em 2013. Quando Whisenhunt foi demitido, Reich foi promovido a coordenador ofensivo.
Em 4 de janeiro de 2016, ele foi demitido depois que os Chargers tiveram um dos piores ataques da NFL.

### Philadelphia Eagles
Em 20 de janeiro de 2016, Reich foi contratado como coordenador ofensivo do Philadelphia Eagles e venceu o Super Bowl LII em 2017.

### Retorno para Indianápolis
Em 11 de fevereiro de 2018, ele foi nomeado o novo treinador principal dos Colts, sete anos depois de ter sido demitido como treinador de wide receivers.
Depois de perder seu primeiro jogo na carreira contra o Cincinnati Bengals, Reich conquistou sua primeira vitória como técnico principal contra o Washington Redskins.
Na semana 3 contra o seu antigo time, Philadelphia Eagles, com os Colts perdendo por 20-16, Reich tirou o quarterback Andrew Luck e colocou Jacoby Brissett para tentar um passe de Hail Mary em sua própria linha de 46 jardas, mas não teve sucesso. O movimento foi questionado por alguns jornalistas e fãs, e levou a algumas especulações sobre a saúde do ombro de Luck, embora Reich e Luck tenham dito que era puramente porque Brissett tinha um braço mais forte.
Depois de um início de temporada de 1-5, Reich levou os Colts a um recorde de 10-6, vencendo nove dos seus últimos 10 jogos. Indianápolis se tornou apenas o terceiro time na história da NFL a ir para os playoffs após um começo de 1-5 e também alcançaram sua primeira aparição na pós-temporada desde 2014.
No jogo de Wild Card, eles derrotaram o Houston Texans por 21-7 antes de ser derrotado para o Kansas City Chiefs por 31-13 no Divisional Round.

### Recorde como treinador principal
| Equipe | Ano   | Temporada regular | Temporada regular | Temporada regular | Temporada regular | Temporada regular   | Pós-temporada | Pós-temporada | Pós-temporada | Pós-temporada                                                |
| Equipe | Ano   | Vitória           | Derrota           | Empate            | %                 | Classificação       | Vitória       | Derrota       | %             | Resultado                                                    |
| ------ | ----- | ----------------- | ----------------- | ----------------- | ----------------- | ------------------- | ------------- | ------------- | ------------- | ------------------------------------------------------------ |
| IND    | 2018  | 10                | 6                 | 0                 | 62,5%             | 2º lugar na AFC Sul | 1             | 1             | 50%           | Perdeu para o Kansas City Chiefs no Divisional Round da AFC. |
| IND    | 2019  | 7                 | 9                 | 0                 | 43,8%             | 3º lugar na AFC Sul | —             | —             | —             | —                                                            |
| Total  | Total | 17                | 15                | 0                 | 53,1%             |                     | 1             | 1             | 50%           |                                                              |

## Árvore
Treinadores da NFL sob os quais Frank Reich serviu:
- Tony Dungy, Indianapolis Colts (2008)
- Jim Caldwell, Indianapolis Colts (2009–2011)
- Ken Whisenhunt, Arizona Cardinals (2012)
- Mike McCoy, San Diego Chargers (2013–2015)
- Doug Pederson, Philadelphia Eagles (2016–2017)

## Vida pessoal
O pai alemão de Reich, Frank, jogou na Universidade Estadual da Pensilvânia de 1953 a 1955 como center e linebacker. Ele foi selecionado pelo Philadelphia Eagles na 14ª rodada do Draft de 1956, mas não jogou na NFL. Frank Reich Sr foi professor de educação tecnológica e treinador de futebol na Lebanon High School e se aposentou em 1992.
Ao longo da carreira de Reich na NFL, ele permaneceu um cristão devoto. Ele é um palestrante motivacional, utilizando os grandes retornos e a importância de Deus como principal palestra de seus discursos. Ele credita a música "In Christ Alone" de Michael English como inspiração.
Ele pertence ao Premier Speakers Bureau, onde seus principais tópicos são comunicação e trabalho em equipe. Reich também foi pastor em Ballantyne Presbyterian até se mudar para Indianápolis.